# اونتیی
اونتیی (به لاتین: Unty) یک منطقهٔ مسکونی در روسیه است که در داغستان واقع شده‌است.